# Wendell Bennett
Wendell Clark Bennett (Marion, Indiana, EE. UU. 1905 - 1953) fue un arqueólogo estadounidense que se desempeñó como profesor en la Universidad de Yale.

## Biografía
Bennett se graduó en antropología de la Universidad de Chicago, especializándose en arqueología andina por su trabajo en el American Museum of Natural History. Llegó al Perú en 1932 e hizo excavaciones en el Valle del Rímac, Chavín, el Callejón de Huaylas y Tiahuanaco también hizo estudios en la cultura Virú en el año 1939, que el después la llamó Gallinazo debido al lugar donde se encontraron sus primeras manifestaciones. Murió ahogado en una playa de su país.

## Obra
Aparecieron varios artículos suyos en Handbook of South American Indians (1946) y en el Boletín del Museo Nacional de Lima. Entre sus obras están:
- Excavations at Tiahuanaco (1934)
- The Tarahumara (1935)
- Chimu archaeology of the north coast of Peru (1939)
- Excavations in Viru and Lambayeque valleys (1939)
- Chavin stone carving (1942)
- Andean Culture History, en colaboración con Junius Bird (1949)
- The Gallinazo Group, Viru Valley, Perú (1950)
- Excavations at Huari, Ayacucho, Perú (1953)